# Dasineura fulvicola
Dasineura fulvicola är en tvåvingeart som först beskrevs av Shinji 1938.  Dasineura fulvicola ingår i släktet Dasineura och familjen gallmyggor. Inga underarter finns listade i Catalogue of Life.